# ネブラスカ州の都市圏の一覧

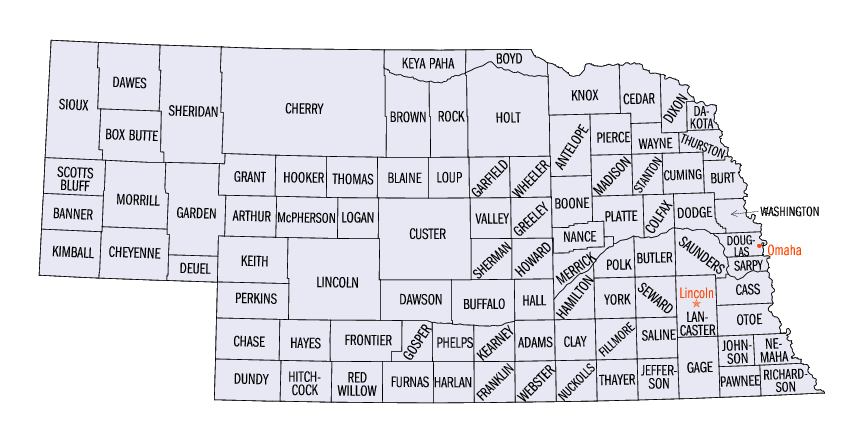
ネブラスカ州の93郡を示す地図

本項目はネブラスカ州の都市圏の一覧（ネブラスカしゅうのとしけんのいちらん）である。
アメリカ合衆国国勢調査局は、ネブラスカ州に合同統計地域（CSA/広域都市圏）3ヶ所、大都市統計地域（MSA/都市圏）4ヶ所、および小都市統計地域（μSA/小都市圏）9ヶ所を定義している。下表には、左列より以下の情報を示す。
- 合同統計地域（定義されている場合）の名称
- 合同統計地域の人口
- コアベース統計地域（大都市統計地域および小都市統計地域）の名称
- コアベース統計地域の人口
- 各統計地域に含まれる郡の名称
- 各統計地域に含まれる郡の人口

なお、下表においては、ネブラスカ州と他州にまたがる合同統計地域およびコアベース統計地域については、名称と統計地域の総人口を青緑色で、ネブラスカ州内の人口を黒色でそれぞれ示す。また、他州のコアベース統計地域および郡については、その名称と人口を緑色でそれぞれ示す。
下表における人口の数値はすべて2020年に行われた国勢調査時のものである。また、合同統計地域、コアベース統計地域（大都市統計地域・小都市統計地域）のいずれも、2023年7月21日時点での定義に従う。
| 合同統計地域                     | 人口              | コアベース統計地域       | 人口            | 郡                       | 人口    |
| -------------------------------- | ----------------- | ------------------------ | --------------- | ------------------------ | ------- |
| オマハ・フリーモント広域都市圏   | 1,004,771 882,038 | オマハ都市圏             | 967,604 844,871 | ダグラス郡               | 584,526 |
| オマハ・フリーモント広域都市圏   | 1,004,771 882,038 | オマハ都市圏             | 967,604 844,871 | サーピー郡               | 190,604 |
| オマハ・フリーモント広域都市圏   | 1,004,771 882,038 | オマハ都市圏             | 967,604 844,871 | アイオワ州ポタワタミー郡 | 93,667  |
| オマハ・フリーモント広域都市圏   | 1,004,771 882,038 | オマハ都市圏             | 967,604 844,871 | カス郡                   | 26,598  |
| オマハ・フリーモント広域都市圏   | 1,004,771 882,038 | オマハ都市圏             | 967,604 844,871 | ソーンダース郡           | 22,278  |
| オマハ・フリーモント広域都市圏   | 1,004,771 882,038 | オマハ都市圏             | 967,604 844,871 | ワシントン郡             | 20,865  |
| オマハ・フリーモント広域都市圏   | 1,004,771 882,038 | オマハ都市圏             | 967,604 844,871 | アイオワ州ハリソン郡     | 14,582  |
| オマハ・フリーモント広域都市圏   | 1,004,771 882,038 | オマハ都市圏             | 967,604 844,871 | アイオワ州ミルズ郡       | 14,484  |
| オマハ・フリーモント広域都市圏   | 1,004,771 882,038 | フリーモント小都市圏     | 37,167          | ドッジ郡                 | 37,167  |
| リンカーン・ベアトリス広域都市圏 | 361,291           | リンカーン都市圏         | 340,217         | ランカスター郡           | 322,608 |
| リンカーン・ベアトリス広域都市圏 | 361,291           | リンカーン都市圏         | 340,217         | スワード郡               | 17,609  |
| リンカーン・ベアトリス広域都市圏 | 361,291           | ベアトリス小都市圏       | 21,704          | ゲージ郡                 | 21,704  |
|                                  |                   | グランドアイランド都市圏 | 77,038          | ホール郡                 | 62,895  |
| メリック郡                       | 7,668             | グランドアイランド都市圏 | 77,038          |                          |         |
| ハワード郡                       | 6,475             | グランドアイランド都市圏 | 77,038          |                          |         |
|                                  |                   | カーニー小都市圏         | 56,772          | バッファロー郡           | 50,084  |
| カーニー郡                       | 6,688             | カーニー小都市圏         | 56,772          |                          |         |
|                                  |                   | ノーフォーク小都市圏     | 48,744          | マディソン郡             | 35,585  |
| ピアース郡                       | 7,317             | ノーフォーク小都市圏     | 48,744          |                          |         |
| スタントン郡                     | 5,842             | ノーフォーク小都市圏     | 48,744          |                          |         |
|                                  |                   | コロンバス小都市圏       | 44,878          | プラット郡               | 34,296  |
| コルファクス郡                   | 10,582            | コロンバス小都市圏       | 44,878          |                          |         |
|                                  |                   | ヘイスティングス小都市圏 | 40,704          | アダムズ郡               | 31,205  |
| クレイ郡                         | 6,104             | ヘイスティングス小都市圏 | 40,704          |                          |         |
| ウェブスター郡                   | 3,395             | ヘイスティングス小都市圏 | 40,704          |                          |         |
|                                  |                   | スコッツブラフ小都市圏   | 36,758          | スコッツブラフ郡         | 36,084  |
| バナー郡                         | 674               | スコッツブラフ小都市圏   | 36,758          |                          |         |
|                                  |                   | ノースプラット小都市圏   | 35,392          | リンカーン郡             | 34,676  |
| ローガン郡                       | 716               | ノースプラット小都市圏   | 35,392          |                          |         |
| スーシティ・ル・マーズ広域都市圏 | 170,032 21,582    | スーシティ都市圏         | 144,334 21,582  | アイオワ州ウッドベリー郡 | 105,941 |
| スーシティ・ル・マーズ広域都市圏 | 170,032 21,582    | スーシティ都市圏         | 144,334 21,582  | ダコタ郡                 | 21,582  |
| スーシティ・ル・マーズ広域都市圏 | 170,032 21,582    | スーシティ都市圏         | 144,334 21,582  | サウスダコタ州ユニオン郡 | 16,811  |
| スーシティ・ル・マーズ広域都市圏 | 170,032 21,582    | ル・マーズ小都市圏       | 25,698          | アイオワ州プリマス郡     | 25,698  |
|                                  |                   | レキシントン小都市圏     | 26,004          | ドーソン郡               | 24,111  |
| ゴスパー郡                       | 1,893             | レキシントン小都市圏     | 26,004          |                          |         |
| （設定無し）                     | （設定無し）      | （設定無し）             | （設定無し）    | オトー郡                 | 15,912  |
| （設定無し）                     | （設定無し）      | （設定無し）             | （設定無し）    | セイリーン郡             | 14,292  |
| （設定無し）                     | （設定無し）      | （設定無し）             | （設定無し）    | ヨーク郡                 | 14,125  |
| （設定無し）                     | （設定無し）      | （設定無し）             | （設定無し）    | ボックスビュート郡       | 10,842  |
| （設定無し）                     | （設定無し）      | （設定無し）             | （設定無し）    | レッドウィロー郡         | 10,702  |
| （設定無し）                     | （設定無し）      | （設定無し）             | （設定無し）    | カスター郡               | 10,545  |
| （設定無し）                     | （設定無し）      | （設定無し）             | （設定無し）    | ホルト郡                 | 10,127  |
| （設定無し）                     | （設定無し）      | （設定無し）             | （設定無し）    | ウェイン郡               | 9,697   |
| （設定無し）                     | （設定無し）      | （設定無し）             | （設定無し）    | シャイアン郡             | 9,468   |
| （設定無し）                     | （設定無し）      | （設定無し）             | （設定無し）    | ハミルトン郡             | 9,429   |
| （設定無し）                     | （設定無し）      | （設定無し）             | （設定無し）    | カミング郡               | 9,013   |
| （設定無し）                     | （設定無し）      | （設定無し）             | （設定無し）    | フェルプス郡             | 8,968   |
| （設定無し）                     | （設定無し）      | （設定無し）             | （設定無し）    | ノックス郡               | 8,391   |
| （設定無し）                     | （設定無し）      | （設定無し）             | （設定無し）    | シーダー郡               | 8,380   |
| （設定無し）                     | （設定無し）      | （設定無し）             | （設定無し）    | バトラー郡               | 8,369   |
| （設定無し）                     | （設定無し）      | （設定無し）             | （設定無し）    | キース郡                 | 8,335   |
| （設定無し）                     | （設定無し）      | （設定無し）             | （設定無し）    | ドーズ郡                 | 8,199   |
| （設定無し）                     | （設定無し）      | （設定無し）             | （設定無し）    | リチャードソン郡         | 7,871   |
| （設定無し）                     | （設定無し）      | （設定無し）             | （設定無し）    | ジェファーソン郡         | 7,240   |
| （設定無し）                     | （設定無し）      | （設定無し）             | （設定無し）    | ネマハ郡                 | 7,074   |
| （設定無し）                     | （設定無し）      | （設定無し）             | （設定無し）    | サーストン郡             | 6,773   |
| （設定無し）                     | （設定無し）      | （設定無し）             | （設定無し）    | バート郡                 | 6,722   |
| （設定無し）                     | （設定無し）      | （設定無し）             | （設定無し）    | アンテロープ郡           | 6,295   |
| （設定無し）                     | （設定無し）      | （設定無し）             | （設定無し）    | ディクソン郡             | 5,606   |
| （設定無し）                     | （設定無し）      | （設定無し）             | （設定無し）    | フィルモア郡             | 5,551   |
| （設定無し）                     | （設定無し）      | （設定無し）             | （設定無し）    | チェリー郡               | 5,455   |
| （設定無し）                     | （設定無し）      | （設定無し）             | （設定無し）    | ブーン郡                 | 5,379   |
| （設定無し）                     | （設定無し）      | （設定無し）             | （設定無し）    | ジョンソン郡             | 5,290   |
| （設定無し）                     | （設定無し）      | （設定無し）             | （設定無し）    | ポーク郡                 | 5,214   |
| （設定無し）                     | （設定無し）      | （設定無し）             | （設定無し）    | シェリダン郡             | 5,127   |
| （設定無し）                     | （設定無し）      | （設定無し）             | （設定無し）    | セイヤー郡               | 5,034   |
| （設定無し）                     | （設定無し）      | （設定無し）             | （設定無し）    | ファーナス郡             | 4,636   |
| （設定無し）                     | （設定無し）      | （設定無し）             | （設定無し）    | モリル郡                 | 4,555   |
| （設定無し）                     | （設定無し）      | （設定無し）             | （設定無し）    | ナッコルズ郡             | 4,095   |
| （設定無し）                     | （設定無し）      | （設定無し）             | （設定無し）    | バレー郡                 | 4,059   |
| （設定無し）                     | （設定無し）      | （設定無し）             | （設定無し）    | チェイス郡               | 3,893   |
| （設定無し）                     | （設定無し）      | （設定無し）             | （設定無し）    | キンボール郡             | 3,434   |
| （設定無し）                     | （設定無し）      | （設定無し）             | （設定無し）    | ナンス郡                 | 3,380   |
| （設定無し）                     | （設定無し）      | （設定無し）             | （設定無し）    | ハーラン郡               | 3,073   |
| （設定無し）                     | （設定無し）      | （設定無し）             | （設定無し）    | シャーマン郡             | 2,959   |
| （設定無し）                     | （設定無し）      | （設定無し）             | （設定無し）    | ブラウン郡               | 2,903   |
| （設定無し）                     | （設定無し）      | （設定無し）             | （設定無し）    | フランクリン郡           | 2,889   |
| （設定無し）                     | （設定無し）      | （設定無し）             | （設定無し）    | パーキンズ郡             | 2,858   |
| （設定無し）                     | （設定無し）      | （設定無し）             | （設定無し）    | ヒッチコック郡           | 2,616   |
| （設定無し）                     | （設定無し）      | （設定無し）             | （設定無し）    | ポーニー郡               | 2,544   |
| （設定無し）                     | （設定無し）      | （設定無し）             | （設定無し）    | フロンティア郡           | 2,519   |
| （設定無し）                     | （設定無し）      | （設定無し）             | （設定無し）    | グリーリー郡             | 2,188   |
| （設定無し）                     | （設定無し）      | （設定無し）             | （設定無し）    | ガーデン郡               | 1,874   |
| （設定無し）                     | （設定無し）      | （設定無し）             | （設定無し）    | デュエル郡               | 1,838   |
| （設定無し）                     | （設定無し）      | （設定無し）             | （設定無し）    | ガーフィールド郡         | 1,813   |
| （設定無し）                     | （設定無し）      | （設定無し）             | （設定無し）    | ボイド郡                 | 1,810   |
| （設定無し）                     | （設定無し）      | （設定無し）             | （設定無し）    | ダンディ郡               | 1,654   |
| （設定無し）                     | （設定無し）      | （設定無し）             | （設定無し）    | ロック郡                 | 1,262   |
| （設定無し）                     | （設定無し）      | （設定無し）             | （設定無し）    | スー郡                   | 1,135   |
| （設定無し）                     | （設定無し）      | （設定無し）             | （設定無し）    | ヘイズ郡                 | 856     |
| （設定無し）                     | （設定無し）      | （設定無し）             | （設定無し）    | ウィーラー郡             | 774     |
| （設定無し）                     | （設定無し）      | （設定無し）             | （設定無し）    | ケヤパハ郡               | 769     |
| （設定無し）                     | （設定無し）      | （設定無し）             | （設定無し）    | フッカー郡               | 711     |
| （設定無し）                     | （設定無し）      | （設定無し）             | （設定無し）    | トーマス郡               | 669     |
| （設定無し）                     | （設定無し）      | （設定無し）             | （設定無し）    | グラント郡               | 611     |
| （設定無し）                     | （設定無し）      | （設定無し）             | （設定無し）    | ループ郡                 | 607     |
| （設定無し）                     | （設定無し）      | （設定無し）             | （設定無し）    | アーサー郡               | 434     |
| （設定無し）                     | （設定無し）      | （設定無し）             | （設定無し）    | ブレイン郡               | 431     |
| （設定無し）                     | （設定無し）      | （設定無し）             | （設定無し）    | マクファーソン郡         | 399     |

## 註
1. ↑  QuickFacts. U.S. Census Bureau. 2020年.
2. ↑  OMB Bulletin No. 23-01, Revised Delineations of Metropolitan Statistical Areas, Micropolitan Statistical Areas, and Combined Statistical Areas, and Guidance on Uses of the Delineations of These Areas. Office of Management and Budget. 2023年7月21日.